# Yeung Hok Tak
Yeung Hok Tak (chinesisch 楊學德, Pinyin Yáng Xué Dé; * 1970 in Hongkong) ist ein chinesischer Comiczeichner.
Er studierte Illustration und Design. 1998 schloss er sich der Cockroach-Gruppe an, unter der einige chinesische Avantgarde-Comiczeichner auftraten. Mit seinem fünfzehnseitigen Beitrag zum 2000 veröffentlichten, internationalen Band Comix 2000 veröffentlichte er sein erstes Werk als professioneller Zeichner. Weitere Veröffentlichungen folgten in Europa; so wurde er 2006 in Luzern ausgestellt.
2002 erschien in Hongkong sein im Sommer 1979 spielendes, autobiografisches Buch Jǐn xiù lán tián (錦繡藍田), das unter dem Titel Qu’elle était bleue ma vallée ins Französische und als How Blue Was My Valley ins Englische übersetzt wurde. Ein Ausschnitt aus dem Band kam in der deutschsprachigen Anthologie Orang heraus.
| Personendaten    | Personendaten              |
| ---------------- | -------------------------- |
| NAME             | Yeung, Hok Tak             |
| ALTERNATIVNAMEN  | 楊學德, Yang Xue De        |
| KURZBESCHREIBUNG | chinesischer Comiczeichner |
| GEBURTSDATUM     | 1970                       |
| GEBURTSORT       | Hongkong                   |